# Скрабалай
Скрабалай — литовский музыкальный инструмент, состоящий из деревянных звучащих элементов. Трапециевидные деревянные (дубовые или ясеневые) «ящички» различных размеров, в которых находятся один или два язычка, располагаются в несколько вертикальных рядов. Язычок может быть изготовлен из дерева или металла и при игре ударяется о стенки «ящичка». На инструменте играют двумя деревянными палочками. Высота звука зависит от размера «ящичка», наименьшие из которых имеют 7-12 сантиметров в длину, 5-7 сантиметров в ширину и 6-7 сантиметров в высоту. Стенки «ящичка» имеют толщину в 2-3 сантиметра.
С древних времён аналоги данного инструмента использовались пастухами, которые вешали подобные деревянные «колокольчики» на шею коровам, чтобы облегчить поиски отбившегося от стада животного. Также есть свидетельства, что скрабалай использовался в национальных танцах — к примеру, в регионе Жемайтия.